# Вернон (округ, Висконсин)
Вернон (англ. Vernon County) — округ в штате Висконсин, США. Официально образован в 1851 году. По состоянию на 2010 год, численность населения составляла 29 773 человек.

## География
По данным Бюро переписи США, общая площадь округа равняется 2113,442 км2, из которых 2051,282 км2 суша и 64,750 км2 или 3,000 % это водоёмы.

## Население
По данным переписи населения 2000 года в округе проживает 28 056 жителей в составе 10 825 домашних хозяйств и 7 501 семей. Плотность населения составляет 14,00 человек на км2. На территории округа насчитывается 12 416 жилых строений, при плотности застройки около 6,00-ти строений на км2. Расовый состав населения: белые — 98,81 %, афроамериканцы — 0,06 %, коренные американцы (индейцы) — 0,15 %, азиаты — 0,21 %, гавайцы — 0,01 %, представители других рас — 0,27 %, представители двух или более рас — 0,48 %. Испаноязычные составляли 0,66 % населения независимо от расы.
В составе 31,50 % из общего числа домашних хозяйств проживают дети в возрасте до 18 лет, 58,70 % домашних хозяйств представляют собой супружеские пары проживающие вместе, 6,80 % домашних хозяйств представляют собой одиноких женщин без супруга, 30,70 % домашних хозяйств не имеют отношения к семьям, 26,70 % домашних хозяйств состоят из одного человека, 13,70 % домашних хозяйств состоят из престарелых (65 лет и старше), проживающих в одиночестве. Средний размер домашнего хозяйства составляет 2,55 человека, и средний размер семьи 3,11 человека.
Возрастной состав округа: 27,40 % моложе 18 лет, 6,80 % от 18 до 24, 25,30 % от 25 до 44, 23,50 % от 45 до 64 и 23,50 % от 65 и старше. Средний возраст жителя округа 39 лет. На каждые 100 женщин приходится 97,70 мужчин. На каждые 100 женщин старше 18 лет приходится 95,60 мужчин.